# 宋廷樑
宋廷樑（?—?），雲南省雲南府晉寧州人，清朝政治人物、同進士出身。
光緒三年（1877年），参加丁丑科殿試，登進士三甲第132名。同年五月，分部學習。